# レパートリー・レコード
レパートリー・レコード（Repertoire Records）は、ドイツのハンブルクにあるレコード・レーベル（サリー州レザーヘッドとロンドンにイギリス子会社がある）。1960年代と1970年代に発表されたクラシックなポップスおよびロック・アルバムの再発を専門としている。1982年にキリー・カンバーガーとルディ・スレザックによって設立された。1998年以来、トーマス・ニールセンが会長兼オーナーを務めている。